# Anna Jedynak-Rykała
Anna Monika Jedynak-Rykała z domu Włodarczyk (ur. 12 grudnia 1977 w Katowicach) – polska urzędniczka i samorządowiec, w latach 2015–2022 wiceprezydent Sosnowca, w latach 2022–2024 wicemarszałek województwa śląskiego.

## Życiorys
Córka Jana i Krystyny. Pochodzi z Katowic. Absolwentka Uniwersytetu Ekonomicznego w Katowicach, kształciła się podyplomowo w zakresie rozwoju regionalnego na Uniwersytecie Warszawskim i zarządzania zasobami ludzkimi w Wyższej Szkole Bankowej w Poznaniu. Przez 11 lat pracowała w Urzędzie Marszałkowskim w Katowicach, gdzie doszła do stanowiska zastępcy dyrektora Wydziału Rozwoju Regionalnego. Od 2015 do 2022 pełniła funkcję trzeciego zastępcy prezydenta Sosnowca, odpowiedzialnego m.in. za pozyskiwanie środków unijnych. Następnie przeszła na stanowisko pełnomocnika prezydenta miasta ds. funduszy zewnętrznych i polityki społecznej. Kierowała również Komisją Polityki Europejskiej i Spraw Zagranicznych przy Związku Miast Polskich.
21 listopada 2022 powołana na stanowisko wicemarszałek województwa śląskiego po zmianie koalicji w sejmiku wojewódzkim (jako osoba bezpartyjna). Została członkiem ruchu samorządowego Tak! Dla Polski. W 2024 wybrana radną miejską Sosnowca. W maju 2024 zakończyła pełnienie funkcji w zarządzie województwa, objęła następnie stanowisko przewodniczącej rady miejskiej.